# Relations entre l'Union européenne et le Yémen
Les relations entre l'Union européenne et le Yémen remontent à 1997 lors de la signature du premier accord de coopération officiel. Depuis lors, les relations se sont intensifiées. En décembre 2009, l'Union a établi une représentation diplomatique au Yémen. Plusieurs États membres ont des relations avec le Yémen depuis les années 1930, dont l'Allemagne, la France, les Pays-Bas et le Royaume-Uni. La France entretient principalement des relations économiques avec les Yémen, tandis que l'Italie a été le premier État membre à avoir une représentation diplomatique au Yémen. Sept États membres sont représentés à Sanaa : l’Allemagne, la Bulgarie, l'Espagne, la France, l'Italie, les Pays-Bas et le Royaume-Uni.

## Sources

## Compléments